# そらモチ
そらモチは日本のゲームの原画家・イラストレーター、漫画家。

## 作品

### 漫画
- 僕の‘ワイセツな’アイドル取扱説明書
- 姉が剣聖で妹が賢者で（原作：戦記暗転、キャラクター原案：大熊猫介）
- どれだけ努力しても万年レベル０の俺は追放された〜神の敵と呼ばれた少年は、社畜女神と出会って最強の力を手に入れる〜（原作：蓮池タロウ）
- 反逆の勇者〜スキルを使って腹黒王女のココロとカラダを掌握せよ〜（原作：川崎悠、構成：墨天業、キャラクター原案：橘由宇）

### ブラウザゲーム
- ミリ姫大戦（コルーネ[1]）

### アダルトゲーム
- いっしょにマッサージ♪ 〜妹にマッサージ〜
- なりきり! ごっこ遊び 〜エルフとモンスター編〜
- 拝啓、今日からビッチになります
- すとれい★すくーる -STRAY SCHOOL-
- エンコウカフェ
- 最凶の魔王様が女体化!? 〜発情勇者に迫られまくる極エロ孕ませクエスト〜
- クレオパトラがやってきた!? 〜現代に降臨した古代女王と濡れ透け性生活〜
- さいらぶ!
- 会長が女体化! 真面目クール美少女に!? 〜女の子の中敏感すぎる! ? ダメなのに膣に出されてイキたくなる!〜
- 孕らフレ 〜即堕ちベタ惚れな孕ませオナホセフレたちとサルみたいにヤりまくる学園ハーレム性活〜